# 潮汐之主
〈潮汐之主〉（英語：The Lord of the Tides）是美國HBO奇幻劇情电视剧《龍族前傳》第一季的第八集。該集由艾琳·沈（Eileen Shim）編劇，吉塔·瓦桑特·帕特爾執導，並於2022年10月9日首播。
經過一段6年的時間跳躍，該集標誌着湯姆·格林-卡尼首次飾演成年版的伊耿·坦格利安（Aegon Targaryen）、菲婭·薩班首次飾演成年版的海倫娜·坦格利安（Helaena Targaryen）、伊旺·米切爾首次飾演成年版的伊蒙德·坦格利安（Aemond Targaryen）、哈利·科利特首次飾演成年版的傑卡里斯·瓦列利昂（Jacaerys Velaryon）、艾略特·格里豪特（Elliot Grihault）首次飾演成年版的路斯里斯·瓦列利昂（Lucerys Velaryon），貝瑟妮·安東尼亞首次飾演成年版的貝拉·坦格利安（Baela Targaryen）和菲比·坎貝爾首次飾演成年版的雷娜·坦格利安（Rhaena Targaryen），接替泰·坦南特、伊薇·艾倫（Evie Allen）、里奧·阿什頓（Leo Ashton）、里奧·哈特（Leo Hart）、哈維·薩德勒（Harvey Sadler）、夏妮·斯梅瑟斯特（Shani Smethurst）和伊娃·奥塞伊-格寧（Eva Ossei-Gerning），他們在第六集和第七集分別飾演七個角色的年輕版。在七位新演員中，格里豪特是唯一一位沒有出現在片頭致謝名單，而是出現在片尾致謝名單中的演員。該集也標誌着威爾·強森最後一次飾演魏蒙德·瓦列利昂爵士（Ser Vaemond Velaryon）。
該集獲得大多數的正面評價，影評人稱讚其執導、編劇、節奏和演員的演出（尤其是康斯丁，他被認為是該集的亮點）。

## 劇情

### 君臨
六年的時間過去，七大王國與三女兒同盟的戰爭仍未結束，科利斯·瓦列利昂伯爵（史提夫·陶森特 飾）在石階列島的戰鬥中受重傷，令瓦列利昂家族的繼承受到威脅。科利斯的弟弟魏蒙德·瓦列利昂爵士（威爾·強森 飾）聲明路斯里斯·瓦列利昂王子（艾略特·格里豪特（Elliot Grihault） 飾）並不是蘭諾·瓦列利昂爵士（約翰·馬克米連（John Macmillan） 飾）合法婚生的兒子，請求君臨任命自己為科利斯的繼承人。
雷妮拉·坦格利安公主（艾瑪·達西 飾）在與戴蒙·坦格利安親王（馬特·史密斯 飾）結婚後生了兩兒子並再度懷孕。他們在龍石島收到消息後帶同孩子返回首都捍衛路斯里斯的繼承權。他們到達君臨後發現韋賽里斯·坦格利安一世國王（派迪·康斯丁 飾）臥床不起且右臉毀容，韋賽里斯則很高興能看到他新的孫子們。戴蒙發現亞莉森·海塔爾王后（奥利维亚·库克 飾）和國王之手奧托·海塔爾爵士（萊斯·伊凡 飾）用“罌粟奶”讓韋賽里斯保持平靜，父女兩人則管理現在所有的王室事務。
伊耿·坦格利安王子（湯姆·格林-卡尼 飾）已經與他的妹妹海倫娜·坦格利安公主（菲婭·薩班 飾）結婚，他在酒醉後強奸了一名女僕戴安娜，而亞莉森在訓斥伊耿的放蕩後給戴安娜一杯月茶以防她懷上伊耿的孩子（亦可能是毒藥）。
魏蒙德爵士到達紅堡，雷妮拉為了得到雷妮絲·坦格利安公主（夏娃·貝斯 飾）的支持，提議讓自己的兒子傑卡里斯·瓦列利昂王子（哈利·科利特 飾）和雷妮絲的孫女貝拉·坦格利安小姐（貝瑟妮·安東尼亞 飾）結婚，並指他們最終會以國王和王后的身份統治王國，但雷妮絲聽後卻擔憂目前掌控實權的海塔爾家族的反制而拒絕提議並保持中立。雷妮拉隨後懇求父親韋賽里斯捍衛她的王位繼承權，並引用征服者伊耿關於應許王子的預言夢。
魏蒙德爵士向皇室提交他的請願，奧托爵士代表韋賽里斯國王負責主持裁決。當雷妮拉開始辯護時，韋賽里斯舉步維艱地走進王座大廳，令大廳的所有人大為震驚。韋賽里斯掙扎著走向鐵王座，最終在戴蒙的幫助下成功坐在王座上。雷妮絲在韋賽里斯出現後改變主意支持雷妮拉，指科利斯希望將潮頭島領主之位通過蘭諾爵士傳給路斯里斯，並表示同意讓傑卡里斯和路斯里斯分別迎娶貝拉和雷娜·坦格利安小姐（菲比·坎貝爾 飾）。韋賽里斯隨後宣佈路斯里斯是潮頭島的繼承人，被激怒的魏蒙德爵士出言反駁國王，並直斥雷妮拉為妓女和她的三個長子為私生子而惹起韋賽里斯不滿和割舌威脅；戴蒙馬上拔劍將魏蒙德斬首。
當晚王室成員聚在一起享用盛宴，韋賽里斯懇求他們互相彌補並和平共處，而亞莉森和雷妮拉為了確保穩定亦互相敬酒稱讚也讓韋賽里斯稍微放心。但在韋賽里斯離開晚宴後，伊蒙德·坦格利安王子（伊旺·米切爾 飾）嘲諷地向傑卡里斯、路斯里斯和喬佛里敬酒，稱他們是“強壯的男孩”（與“史壯的兒子”的英語相同，暗指他們是哈爾溫·史壯爵士的私生子），三人打起上來，戴蒙則幫忙制止。隨著王室內部的緊張局勢日益加劇，雷妮拉準備帶同她的家人返回龍石島。
韋賽里斯在房間裡瀕臨死亡，他誤以為亞莉森是雷妮拉，因而將征服者伊耿的部分夢境喃喃告訴她；亞莉森將此誤解為韋賽里斯希望他們的兒子繼任為伊耿二世國王。亞莉森離開後，韋賽里斯的生命緩緩流逝，他呼喚“我的愛人”（指艾瑪·艾林王后）後永閉雙眼離世。

## 迴響

### 收視率
該集在播出後的美國總收視人數為173萬觀眾，並在美國18-49歲的成年人統計人口中獲得0.40的收視率。

### 評價

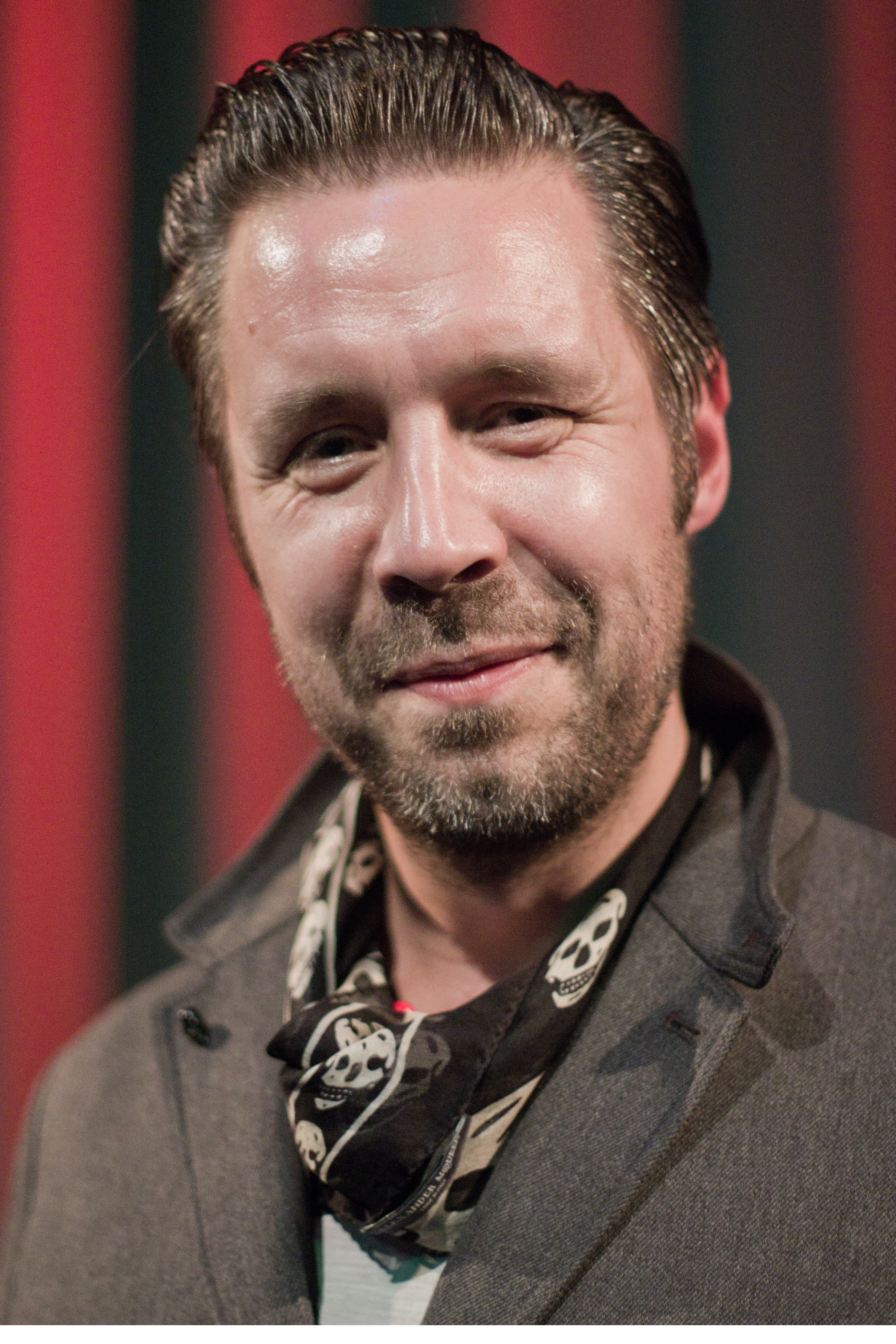
康斯丁在該集的表演獲得一致好評。

該集獲得大多數的正面評價。根据評論匯總网站爛番茄汇总的18篇评论文章，94%的评论家给予该作正面评价，使之獲得「認證新鮮」標識，平均打分为7.70分（满分10分）」
《IGN》的海倫·奧哈拉給該集9/10分的“驚人”評價並總結道：“‘潮汐之主’是迅猛、編劇出色且角色驅動的一集，其在不會完全失去情節下再次向前推進節目。”《Den of Geek》的亞歷克·博哈拉德（Alec Bojalad）給該集四顆半星的評價（滿分五顆星），稱其為“令人興奮的和有效的電視劇集。”《影音俱樂部》的珍娜·舍勒（Jenna Scherer）給該集評分為“A-”，她認為這是“該劇迄今為止最出色的一集。”
派迪·康斯丁的表演被許多影評人挑選為該集的亮點。博哈拉德稱康斯丁的表演“極其卓越”，而舍勒則認為他值得贏取艾美獎。幾位影評人強調韋賽里斯在紅堡舉行的家庭晚宴上的演講。《CNET》的丹尼爾·範·布姆（Daniel Van Boom）說：“這是一場精彩的演講，他的在場是經典《權力遊戲》品質的東西。”晚宴現場本身也獲得好評，博哈拉德稱其為“該劇最棒的時刻，也許是《權力遊戲》系列中最好的場景之一。”韋賽里斯穿過大廳到達鐵王座的場景也受到讚揚，舍勒說：“韋賽里斯穿越王座大廳緩慢而痛苦的旅程構成一個令人驚嘆的場景，我們之前觀看他在高風險面前胡言亂語和安靜的所有劇集都獲得了豐厚的回報。”
此外，影評人還讚揚帕特爾的執導、沈的編劇、庫克和達西銀幕上的化學作用，以及貝斯、庫克、達西、米切爾和史密斯的表演。

## 外部連結
- 互联网电影数据库上潮汐之主的资料（英文）

- 《潮汐之主》（页面存档备份，存于）在HBO
- 爛番茄上《潮汐之主》的資料（英文）